# Dolmen de Bidot
Pour les articles homonymes, voir Bidot.
Le dolmen de Bidot ou de Meilhorat est un dolmen situé au lieu-dit "la Caire" sur la commune du Mas-d'Azil, dans le département de l'Ariège en France.

## Historique
Il s'agit une nécropole néolithique.
L'édifice est classé au titre des monuments historiques par la liste de 1889.

## Description